# 軟鎖
軟鎖（英文：Soft-Lock／Unwinnable）是電子遊戲術語之一，指玩家遊玩遊戲時因系統出錯進入一個無法通關的場合。此時遊戲仍是處於可玩狀態，玩家仍可以進行正常操作，但無法進入後續的關卡。與軟鎖相對，硬鎖狀態（英文：Hard-Lock）則是遊戲崩潰或未响应，導致遊戲無法進行下去。
要正常離開軟鎖狀態通常只有兩個辦法，一是依靠前一個存檔返回到還沒有進入到軟鎖狀態之前的遊戲進度。二是重新開始一局遊戲。對於長時間的遊戲而言，前者方法通常損失較少並比較可取。此外也有可以使用作弊的方式依靠輸入指令的方式使自己離開軟鎖狀態。

## 種類
軟鎖狀態通常是由多種狀況形成，大致可分為兩個種類：
- 遊戲設計不良（英文：Game-Softlock）：此類有可能是遊戲設計時刻意或非刻意造成玩家無法進行遊戲，通常由錯誤引起。此類多是因為通關道具丟失、遊戲事件沒有正常運行，或玩家進入不可逃脫區域導致。[3]
- 玩家刻意為之（英文：Player-induced Softlock）：此種狀況多發生於競速破關中，玩家在這種情況下會利用遊戲中錯誤程序（Glitch）來試圖越過遊戲邊界或跳過事件（英语：Sequence Breaking），若玩家沒有執行必要操作或將自己困在遊戲邊界外，即會進入軟鎖狀態。因此對競速破關玩家而言在利用遊戲錯誤來破關之時更要注意使自己不進入軟鎖狀態。此外，軟鎖條件也有可能發生於玩家在面臨頭目戰前生命值處於低狀態而沒有任何回血道具，又或者是沒有足夠彈藥而導致遊戲無法繼續通關。[4]